# Stora Dunsetjärnen
Stora Dunsetjärnen är en sjö i Söderhamns kommun i Hälsingland och ingår i Norralaån-Ljusnans kustområde.